# تپه علی جایدر
تپه علی جایدر مربوط به دوران پیش از تاریخ ایران باستان است و در شهرستان خرم‌آباد، بخش مرکزی، روستای کاوه کالی واقع شده و این اثر در تاریخ ۱۲ بهمن ۱۳۸۱ با شمارهٔ ثبت ۷۱۱۸ به‌عنوان یکی از آثار ملی ایران به ثبت رسیده است.